# Sara Stanić
Sara Stanić (Zagreb, 1985.) hrvatska je kazališna, filmska i televizijska glumica i redateljica.

## Životopis
Rođena i odrasla u Zagrebu, Sara Stanić se glumom odlučila baviti rano, nakon gledanja kazališne predstave “Barun Münchhausen” Vilija Matule. Diplomirala je na Akademiji dramskih umjetnosti u Zagrebu, a studirala je i na Filozofskom fakultetu u Zagrebu, koji je napustila upravo zbog studija glume. Nakon zagrebačke Akademije, diplomirala je i kazališnu režiju na Fakultetu dramskih umetnosti u Beogradu.
Iako ju većina publike zna prvenstveno kao Marinu iz serije Crno-bijeli svijet, njenoj popularnosti pomogla je i omiljena reklama za evotv.
Godine 2021. s Kristinom Kegljen pokreće vlastitu kazališnu družinu, Fakin teatar.[nedostaje izvor]

## Zanimljivosti
U mladosti je igrala rukomet na mjestu kružne napadačice i krila u ŽRK "Trešnjevka" Zagreb.[nedostaje izvor]

## Filmografija

### Filmske uloge
| Godina | Naslov                                        | Uloga     | Bilješke                  |
| ------ | --------------------------------------------- | --------- | ------------------------- |
| 2009.  | Penelopa                                      | sluškinja |                           |
| 2011.  | 7 seX 7                                       | Stela     |                           |
| 2011.  | Room service                                  |           | kratkometražni            |
| 2011.  | Ja sam svoj život posložila                   |           | kratkometražni            |
| 2013.  | Nije sve u lovi                               | Ines      |                           |
| 2014.  | Ljubav ili smrt                               | Charlotte |                           |
| 2015.  | Nepoznate energije, neidentificirani osjećaji | glas      | animacija, kratkometražni |
| 2017.  | Lavina                                        | Kiki      |                           |

### Televizijske uloge
| Godina        | Naslov             | Uloga                 | Bilješke        |
| ------------- | ------------------ | --------------------- | --------------- |
| 2004.         | Zabranjena ljubav  | medicinska sestra     | Epizoda br. 2   |
| 2007.         | Obični ljudi       | Lila                  | Epizoda br. 170 |
| 2008.         | Mamutica           | Nina                  | 15 epizoda      |
| 2009.         | Najbolje godine    | Lorenina prijateljica | Epizoda br. 1   |
| 2015. – 2020. | Crno-bijeli svijet | Marina                | 30 epizoda      |
| 2016. – 2020. | Ko te šiša         | Cici                  | 58 epizoda      |

### Sinkronizacija
| Godina | Naslov                  | Uloga     | Bilješke |
| ------ | ----------------------- | --------- | -------- |
| 2021.  | Monstermania            | Sjekirica |          |
| 2022.  | DC Liga Super-ljubimaca | Lois Lane |          |

## Vanjske poveznice
- Kazališne uloge Sare Stanić
- Sara Stanić u internetskoj bazi filmova IMDb-u (engl.)